# Kulwinder Dhillon
Kulwinder Dhillon (n. 1975 † f. 19 de marzo de 2006) fue un cantante de la India, natural de Punjabi, que se hizo conocer con temas musicales como "Kacherian Ch. Mele Lagday" y "Paya Lengha Sheshian wala, Boliyan". 

## Carrera
Dhillon comenzó su carrera tras lanzar su primer álbum debut titulado "Kacheriyan Ch. Mele Lagde", en la que incluía el tema musical titulado "Boliyan", una de las canciones más sintonizadas en las radioemisoras. En 2002, lanzó su álbum titulado, "Glassi Khadke", que fue extraidío de su álbum titulado "Mashooq". Dhillon evolucionó su carrera tras lanzar su álbum "College" en 2003, siendo uno de los más vendidod. La canción más popular del álbum fue "Kalli Kite Mil".
Su canción "Kalli Kite Mil", Dhillon hizo ampliamente popular. Más adelante lanzó su próximo álbum titulado "Velli" en 2005, que se convirtió en un éxito a nivel internacional como su anterior álbum. El álbum fue disfrutado alrededor del mundo y nada tenía que cambiar para atraer a un público de otros países. Más adelante lanzó otro tema musical titulado "Balvir Boparai", extraído de su álbum famoso "Hostel". También lanzó otro álbum, titulado "Jatt Driver Fauji", que contenía un poco de algunas canciones que se hicieron populares.

## Su muerte
Falleció en un accidente automovilístico en la carretera Phagwara-Banga, cerca de la aldea de Behram, el 19 de marzo de 2006.
Según las fuentes, el accidente se produjo cuando Kulwinder Dhillon y su amigo Baljinder Billa viajaban, perdieron el control y chocaron contra un árbol en plena carretera.
Kulwinder Dhillon, cuando acababa de lanzar un álbum titulado "Akhara" dos días después de su muerte. Otros de sus álbumes que lanzó también son "Gareeba Ne Pyar Ki Karna", "Teri Tasveer", "Viah De Vajey" y varios discos de "Dharmik." Ha dejado viuda a su esposa y en orfandad a su hijo Gurpreet Kaur Armaan Dhillon.

## Discografía
- Viah De Vajey
- Kacheriyan Ch Mele Lagde (2001)
- Glassi Khadke (2002)
- Akhara (2002)
- College (2003)
- Mashooq (2003)
- Jatt Driver Fauji (2005)
- Velli (2005)
- Glassy (The Triple Trencer 5000) (2011)